# (35034) 1981 EF27
(35034) 1981 EF27 es un asteroide perteneciente al cinturón de asteroides, descubierto el 2 de marzo de 1981 por Schelte John Bus desde el Observatorio de Siding Spring, Nueva Gales del Sur, Australia.

## Designación y nombre
Designado provisionalmente como 1981 EF27.

## Características orbitales
1981 EF27 está situado a una distancia media del Sol de 2,618 ua, pudiendo alejarse hasta 2,906 ua y acercarse hasta 2,329 ua. Su excentricidad es 0,110 y la inclinación orbital 3,975 grados. Emplea 1547,31 días en completar una órbita alrededor del Sol.

## Características físicas
La magnitud absoluta de 1981 EF27 es 15,4. 